# Liste der Baudenkmale in Demen
In der Liste der Baudenkmale in Demen sind alle Baudenkmale der Gemeinde Demen (Landkreis Ludwigslust-Parchim) und ihrer Ortsteile aufgelistet (Stand: Januar 2021).

## Demen
| ID | Lage                           | Bezeichnung                      | Beschreibung | Bild                   |
| -- | ------------------------------ | -------------------------------- | --- | ---------------------- |
|    | Fritz-Reuter-Straße 5 (Karte)  | Pfarrhof mit Pfarrhaus und Stall | |                        |
|    | Fritz-Reuter-Straße 18 (Karte) | Schule                           | |                        |
|    | Fritz-Reuter-Straße 31 (Karte) | Molkerei, ehem.                  | |                        |
|    | Fritz-Reuter-Straße 34 (Karte) | Bäckerei mit Anbau, ehem.        | |                        |
|    | Fritz-Reuter-Straße 49 (Karte) | Büdnerei                         | |                        |
|    | Fritz-Reuter-Straße 50 (Karte) | Wohnhaus                         | |                        |
|    | Fritz-Reuter-Straße            | Kriegerdenkmal 1914/18           | Kriegerdenkmal 1925 eingeweiht. Nach umfassender Renovierung 2000 mit Gedenkplatte auch für die Opfer des Zweiten Weltkrieges. Nun zentraler Ort zum Gedenken an die Opfer beider Weltkriege.                                                                                              | Kriegerdenkmal 1914/18 |
|    | Fritz-Reuter-Straße            | Feuerwehrhaus                    | |                        |
|    | (Karte)                        | Kirche                           | Einschiffiger Backsteinbau mit eingezogenem quadratischen Chor und blendengegliederten Ostgiebel um 1300 erbaut. Im 19. Jahrhundert Westvorbau auf mittelalterlichen Fundamenten. Nach Brand 1955 im Chorraum neues Altarbild. Pieta aus der zweiten Hälfte des 15. Jahrhunderts erhalten. | Kirche                 |

## Buerbeck
| ID | Lage                   | Bezeichnung                      | Beschreibung | Bild |
| -- | ---------------------- | -------------------------------- | ------------ | ---- |
|    | Lindenhain 7 (Karte)   | Gutshaus mit Zufahrtsallee, Park |              |      |
|    | Lindenhain 8/9 (Karte) | Deputathäuser                    |              |      |
|    | Lindenhain 10 (Karte)  | Schafstall, ehem.                |              |      |

## Kobande Ausbau
| ID | Lage                                 | Bezeichnung | Beschreibung | Bild |
| -- | ------------------------------------ | ----------- | ------------ | ---- |
|    | Ausbau Crivitzer Chaussee 52 (Karte) | Bauernhaus  |              |      |

## Venzkow
| ID | Lage                       | Bezeichnung                         | Beschreibung | Bild           |
| -- | -------------------------- | ----------------------------------- | ------------ | -------------- |
|    | Kölpiner Straße 15 (Karte) | Wohnhaus (ehem. Forstarbeiterkaten) |              |                |
|    | Zur Rieselwiese 1 (Karte)  | Bauernhaus                          |              |                |
|    | Zur Rieselwiese            | Kriegerdenkmal 1914/18              |              |                |
|    | Zur Rieselwiese (Karte)    | Wegweiserstein                      |              | Wegweiserstein |

## Ehemalige Denkmale

### Buerbeck
| ID | Lage    | Bezeichnung | Beschreibung | Bild |
| -- | ------- | ----------- | ------------ | ---- |
|    | (Karte) | Deputathaus |              |      |